# Yakutia Airlines
Yakutia Airlines (tiếng Nga: Авиакомпания "Якутия" - Aviakompaniya "Yakutiya" "Công ty Air" Yakutia "") là một hãng hàng không có trụ sở tại Yakutsk, Nga. Hãng hàng không này có các tuyến bay vận chuyển hành khách nội địa ở Nga và trong SNG, cũng như các chuyến bay thuê chuyến với các điểm tại châu Âu từ các trung tâm của sân bay Yakutsk và sân bay Vnukovo của Moskva.
Hãng được thành lập với tên là Sakhaavia, trước đó là bộ phận Aeroflot Yakutsk cũ và cũng trước đây được biết đến với tên gọi Yakutaviatrans. Hãng hoạt động thuê chuyến vận chuyển hàng hóa sang châu Phi, châu Á, châu Âu và Trung Đông cho đến khi hãng đã đệ đơn xin phá sản vào đầu năm 1999. Hãng xuất hiện vào năm 2000 và được điều hành bởi chính quyền trong khu vực, Doanh nghiệp nhà nước Neryungri Air. Sáp nhập với Yakutavia vào năm 2002 và đổi tên thành Yakutia Airlines.